# Roberto De Feo
Roberto De Feo (Bari, 8 agosto 1981) è un regista e sceneggiatore italiano.

## Biografia
Nel 2019 ha realizzato il suo primo lungometraggio, The Nest (Il nido) presentato in anteprima mondiale in Piazza Grande al Festival di Locarno 2019, suscitando l'interesse di critica e pubblico. Per la stessa pellicola ha ricevuto anche una candidatura ai Nastri D'Argento 2019 come miglior regista esordiente. Il film è uscito in Italia il 15 agosto 2019, distribuito in circa 260 sale segnando il record di miglior esordio horror italiano al box office nazionale. Nei mesi successivi all'uscita, il film è stato venduto in Francia, Spagna, Inghilterra, Scozia, Galles, Irlanda del Nord, Russia, Giappone, Polonia, Olanda, Belgio, Lussemburgo, Taiwan e Brasile.
 In Spagna il film ha incassato 227.565 mila euro totalizzando 34.246 spettatori durante il periodo covid.
Nel 2020 co-dirige la sua opera terza A Classic Horror Story con protagonista Matilda Lutz. Il film è un Originale Netflix prodotto da Colorado Film, disponibile sulla citata piattaforma in 190 paesi. Il film ha ottenuto una candidatura ai David di Donatello 2022, nella categoria Migliori Effetti Visivi Vfx. Pubblicato il 14 Luglio, durante la prima settimana A Classic Horror Story è arrivato sul podio dei più visti al mondo su Netflix. Nel luglio 2021 il The New York Times ha inserito "A Classic Horror Story" tra i 5 migliori film horror da guardare in streaming. Netflix Italia ha inserito il film nella Top 10 delle migliori produzioni originali Netflix del 2021.
Il 26 aprile 2023 esce il suo primo romanzo horror intitolato L'innocenza del Buio, edito da Sperling & Kupfer e scritto a quattro mani con Lucio Besana.

## Filmografia

### Cinema
- The Nest (Il nido), sceneggiatura e regia (2019)
- A Classic Horror Story, sceneggiatura e regia (2021), con Paolo Strippoli

## Riconoscimenti
- Nastri d'argento
  - 2020 – Candidatura per il miglior regista esordiente per il film The Nest (Il nido).[2]
- Taormina Film Festival
  - 2021 – Miglior regia per A Classic Horror Story.[14]
- Ciak D'Oro
  - 2021 – Candidatura per la migliore opera prima per A Classic Horror Story [15]